# Cyril Hume
Cyril Hume (* 16. März 1900 in New York City; † 26. März 1966 in Palos Verdes, Kalifornien) war ein US-amerikanischer Drehbuchautor.
Cyril Hume besuchte die Yale University. 1923 erschien sein Roman The Wife of the Centaur, welcher kurz darauf verfilmt wurde. Ab 1930 wurde er als Drehbuchautor tätig. Zu seinen bekanntesten Werken gehören mehrere Tarzan-Filme sowie Alarm im Weltall (Forbidden Planet). Bis 1963 wirkte er an 47 Produktionen mit, ab 1960 insbesondere an verschiedenen Fernsehserien. 1956 war er gemeinsam mit Richard Maibaum für einen Primetime Emmy Award nominiert, 1960 erhielt er eine Nominierung für den WGA Award. 

## Filmografie (Auswahl)
- 1931: Trader Horn
- 1932: Tarzan, der Affenmensch (Tarzan the Ape Man)
- 1933: Carioca (Flying Down to Rio)
- 1936: Die Dschungel-Prinzessin (The Jungle Princess)
- 1936: Tarzans Rache (Tarzan Escapes)
- 1939: Tarzan und sein Sohn (Tarzan finds a Son!)
- 1949: Der große Gatsby (The Great Gatsby)
- 1949: Tokio-Joe (Tokyo Joe)
- 1950: Das Brandmal (Branded)
- 1952: Tarzan, der Verteidiger des Dschungels (Tarzan´s Savage Fury)
- 1956: Alarm im Weltall (Forbidden Planet)
- 1956: Eine Handvoll Hoffnung (Bigger Than Life)
- 1956: Menschenraub (Ransom!)
- 1957: SOS Raumschiff (The Invisible Boy)